# Anton Bebler
Anton Bebler [antón bébler], slovenski politolog, obramboslovec, profesor, diplomat in politik, * 10. marec 1937, Moskva.
Je sin slovenskega in jugoslovanskega komunista, politika in diplomata Aleša Beblerja. Mladost je preživel v Sovjetski zvezi, po prvem letu študija strojništva v Moskvi pa je prišel v očetovo domovino, študiral sprva v Ljubljani in nato v Beogradu, tam diplomiral iz slovanskih jezikov, nato pa podiplomsko študiral še v ZDA, Franciji in Veliki  Britaniji ter na beograjski Visoki šoli za politične vede magistriral leta 1966. Raziskoval je zlasti afriške politične sisteme in vlogo vojske v njih ter leta 1971 doktoriral iz političnih znanosti na Univerzi Pensilvanije v Filadelfiji. V letih 1963−70 je bil raziskovalec na Inštitutu za mednarodno politiko in gospodarstvo v Beogradu, 1970–72 na Centru za mednarodne študije v Princetonu (ZDA), od 1972 pa na FSPN (kasnejši FDV) v Ljubljani z raziskovalno in predavateljsko usmeritvijo v politologijo in sociologijo vojne in vojaške organizacije, sodobnih (primerjalnih) političnih sistemov, vojaških in varnostnih vidikov mednarodnih odnosov. Leta 1975 je postal ustanovni predstojnik (kasnejše) katedre za obramboslovje na FSPN/FDV in s tem eden poglavitnih utemeljiteljev tega študija na Slovenskem, 1983–85 pa je bil prodekan FSPN. Objavil je številna dela iz politologije vojske in tudi političnih sistemov, tako doma kot v tujini. Bil je aktiven v organih različnih mednarodnih strokovnih organizacij, predvsem Mednarodnega združenja za politične vede (IPSA), in bil leta 1986 med ustanovitelji evropskega združenja za preučevanje oboroženih sil ERGOMAS. Na njegovo pobudo je bilo ustanovljeno društvo Slovenski svet Evropskega gibanja, temu je predsedoval 1991–92, v letih 1992–97 je bil slovenski veleposlanik pri organih OZN v Ženevi, kjer je bil tudi predstavnik Slovenije pri mednarodni konferenci za bivšo Jugoslavijo in stalni predstavnik Slovenije pri GATT ter vodil pogajanja za njeno vključitev v novoustanovljeno Svetovno trgovinsko organizacijo (WTO). Po vrnitvi v domovino je nadaljeval s poučevanjem na FDV ter se pri tem dodatno posvetil še evropskim integracijam in evropskim političnim sistemom. Leta 1998 postal predsednik Atlantskega (kasneje im. Evro-atlantskega) sveta Slovenije. Bil je med najbolj vnetimi zagovorniki vstopa Slovenije v Evropsko unijo in še zlasti v NATO. 1999–2001 je bil predsednik Slovenske izseljenske matica, 1997–2007 pa predsednik Kulturnega društva Slovenski oktet. Leta 2015 mu je ljubljanska univerza na predlog FDV podelila naslov zaslužnega profesorja. Pogosto objavlja strokovne članke o aktualnih temah v periodičnem tisku (zlasti Sobotna priloga Dela, tudi odzive in polemike).
Neuspešno je kandidiral na volitvah za predsednika Republike Slovenije 2002. Poročen je z nekdanjo novinarko in poslanko Darjo Lavtižar Bebler.